# 伊号第三百五十二潜水艦
伊号第三百五十二潜水艦（いごうだいさんびゃくごじゅうにせんすいかん）は、日本海軍の未成潜水艦。伊三百五十一型潜水艦の2番艦。建造中に被爆し沈没した。

## 艦歴

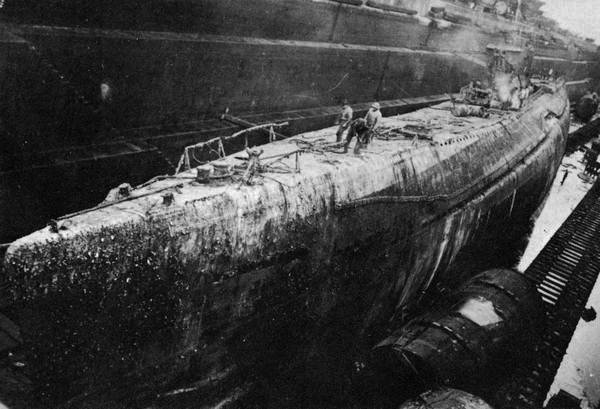
1948年1月23日解体のため入渠した伊号第352潜水艦

マル追計画の潜水艦補、第655号艦型の2番艦、仮称艦名第656号艦として計画。1943年11月8日、呉海軍工廠で起工。
1944年4月5日、伊号第三百五十二潜水艦と命名されて本籍を呉鎮守府と仮定し、伊三百五十一型潜水艦の2番艦に定められる。23日進水し、本籍を呉鎮守府に定められる。
1945年4月24日、艤装員事務所を呉海軍工廠内に設置し事務開始。6月22日、呉海軍工廠正面の突堤で伊号第二百四潜水艦と並んで繋留中、呉海軍工廠に来襲したアメリカ陸軍航空軍B-29爆撃機の爆撃により、両艦とも被爆し沈没した。沈没時の工事進捗率は90%だったとされる。8月17日、本艦の工事中止が発令された。
1948年1月22日、本艦は解体のため浮揚後播磨造船所呉船渠に入渠し、1月27日から3月31日にかけて解体された。

## 艤装員長
1. 荒木浅吉 少佐：1945年6月8日 - 1945年8月9日